# Maladzečna
Maladzečna (in bielorusso Маладзе́чна?, Maladziečna; in russo Молодечно?, Molodečno; in polacco Mołodeczno) è una città della voblasc' di Minsk.